# Порт погранохраны
Порт погранохраны (эст. Piirivalvesadam, код: EEPVS)  — морской пограничный порт в Таллине, Эстония. Расположен на берегу Таллинского залива, между портами Русско-Балтийским портом и портом Беккера Владелец и оператора порта — Департамент полиции и погранохраны Эстонии. Адрес порта: ул. Сюста, 15.

## История порта
Порт был построен в 1913 году как часть порта Русско-Балтийского судостроительного завода. На советских топографических картах (O-42 1:50 000 (1959—1973)) современный порт погранохраны и Русско-Балтийский порт обозначаются вместе как Копли-Северная гавань. Во времена Эстонской ССР в гавани стояли сторожевые катера Пограничной службы СССР. После распада Советского Союза порт отошёл во владение Государственному таможенному и пограничному департаменту Эстонии.
В 2019 году в результате разделения Порта погранохраны было запланировано построить дополнительно два новых порта. Таким образом, на участке изначального Порта погранохраны будет три порта: порт Сюста (эст. Süsta sadam), порт Кетта (эст. Ketta sadam), названные по расположенным поблизости улицам, и непосредственно сам Порт погранохраны.

## Описание порта
Территория порта по состоянию на 2024 год составляла 68 480,26 м², площадь акватории — 233 382 м². Навигационный период — с 1 января по 31 декабря.
Технические данные порта согласно Регистру портов Эстонии:
- общий тоннаж судна — от 500 до 7500 тонн;
- наибольшая длина судна — 120 м;
- наибольшая ширина судна — 20 м;
- наибольшая осадка судна — 4,8 м;
- наименьшая ширина судового хода — 50 м;
- наименьшая глубина судового хода — 5,8 м.

Порт имеет 12 причалов, из них 11 — стационарные и один — плавучий:
| Наименование причала | Тип причала  | Глубина у причала, м | Длина причала, м |
| -------------------- | ------------ | -------------------- | ---------------- |
| № 1                  | стационарный | 4,8                  | 55               |
| № 2                  | стационарный | 5,3                  | 55               |
| № 3                  | стационарный | 5,3                  | 55               |
| № 4                  | стационарный | 4,8                  | 55               |
| № 5                  | стационарный | 5,2                  | 55               |
| № 6                  | стационарный | 5,0                  | 55               |
| № 7                  | стационарный | 5,0                  | 55               |
| № 8                  | стационарный | 5,0                  | 55               |
| № 9                  | стационарный | 5,3                  | 65               |
| № 10                 | стационарный | 5,3                  | 65               |
| № 11                 | стационарный | 4,5                  | 55               |
| Плавучий             | плавучий     | 4,9                  | 12               |